# Římskokatolická farnost Mikulovice
Římskokatolická farnost Mikulovice je územní společenství římských katolíků v rámci děkanátu Jeseník ostravsko-opavské diecéze.

## Historie
Mikulovice byly původně součástí farnosti Ondřejovice, kam mikulovičtí docházeli na bohoslužby. V 16. století byl postaven dřevěný kostelík, zasvěcený svatému Mikulášovi. Při něm byla také zřízena farnost. Roku 1582 byl kostel přestavěn na kamenný. Ten pak sloužil místním farníkům až do roku 1903. Dne 21. března toho roku byla v kostele sloužena poslední Mše svatá a hned poté začalo jeho bourání. Na místě starého kostela se pak začal stavět nový. Jeho vysvěcení pak proběhlo 20. listopadu 1904.
Farnost má sídelního duchovního správce, který je zároveň administrátorem ex currendo ve farnostech Písečná a Široký Brod.

## Bohoslužby
| Kostel                      | Místo      | Bohoslužba                        | Bohoslužba                  | Poznámka     |
| --------------------------- | ---------- | --------------------------------- | --------------------------- | ------------ |
| Kaple Panny Marie Růžencové | Hradec     | 1× ročně, poutní                  | 1× ročně, poutní            | obecní kaple |
| Kaple svatého Rocha         | Kolnovice  | 1× ročně, poutní                  | 1× ročně, poutní            | obecní kaple |
| Kostel svatého Mikuláše     | Mikulovice | neděle úterý čtvrtek pátek sobota | 10.30 18.00 7.00 18.00 7.30 | farní kostel |